# Johann Stamitz

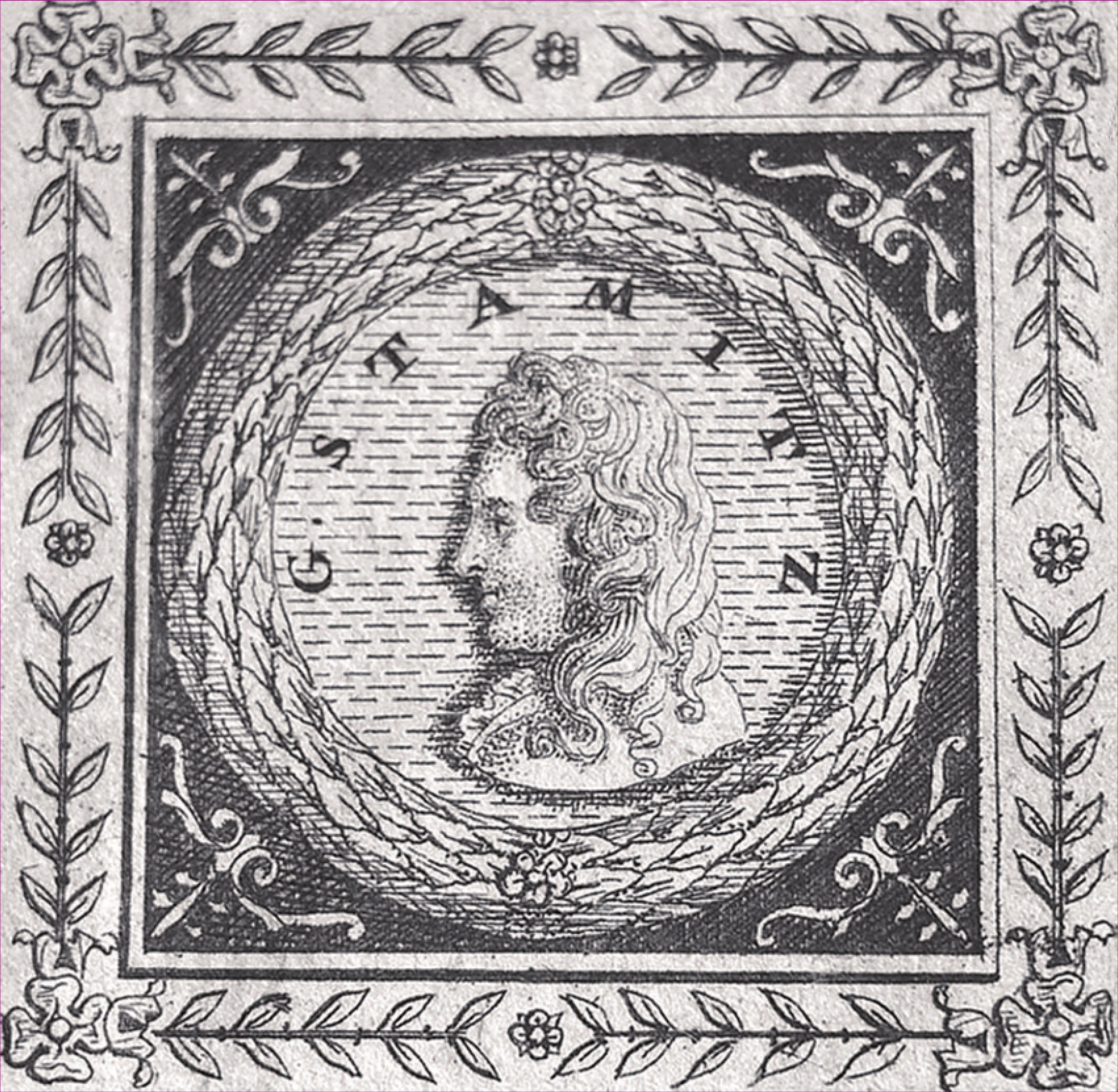
Johann Stamitz

Johann (Wenzel Anton) Stamitz, tschechisch: Jan (Václav Antonín) Stamic (geboren vermutlich am 17. Juni 1717, laut Kirchenbuch getauft am 19. Juni 1717 in Deutschbrod in Böhmen; begraben 30. März 1757 in Mannheim) war ein böhmischer Komponist und Violinist. Rufname ist: Jan, Johann; Stamitz selbst nannte sich Johannes.
Stamitz war zunächst Konzertmeister und ab 1750 bis zu seinem Tod Instrumentalmusikdirektor in der Hofkapelle des Kurfürsten Carl Theodor von der Pfalz. Der Geigenvirtuose gilt als spiritus rector und Gründer der berühmten Mannheimer Schule. Als Komponist prägte er den Typus der Konzertsinfonie entscheidend mit. Zu Ehren des Künstlers wird der Johann-Wenzel-Stamitz-Preis der Künstlergilde Esslingen ausgelobt.

## Leben
Johann Stamitz war der Sohn von Anton Ignaz und Rosina Stamitz. Er war das vierte von fünf Kindern der Eltern. Seinen ersten musikalischen Unterricht erhielt er vermutlich von seinem Vater, der lange Zeit das Amt des Organisten an der örtlichen Dekanalkirche bekleidete und ebenfalls als Stadtrat tätig war. Nachdem Johann Stamitz für kurze Zeit die örtliche Schule besucht hatte, wechselte er im Alter von elf Jahren auf das Jesuitengymnasium in Iglau. Dort kam er im Zuge seiner jesuitischen, nach Rom orientierten Musikausbildung erstmals in Kontakt mit der italienischen Musik. Johann Stamitz’ erste Kompositionen waren wahrscheinlich geistliche Stücke, doch lernte er sicherlich auch die landestypischen Volkslieder und Tänze kennen. Nach seiner sechsjährigen Schulzeit 1728–1734 besuchte Johann Stamitz für ein Jahr die Karl-Ferdinands-Universität in Prag als Philosophiestudent.
Für die Zeit von 1735 bis 1741 gibt es keine konkreten Aufzeichnungen, es wird aber vermutet, dass Stamitz sich ausgiebig mit musikalischen Studien beschäftigte, worauf insbesondere sein frühes Virtuosentum auf der Violine hindeutet. Auch die italienische Konzertsinfonie und die italienische Musik im Allgemeinen konnte Stamitz in Prag, wo sich seit der Krönung König Karls VI. und den angeschlossenen Festlichkeiten im Jahre 1723 zahlreiche italienische Komponisten aufhielten, bestens kennenlernen. Schließlich verließ er Böhmen mit dem Ziel, Arbeit als Musiker zu finden. Über die Stationen, welche Johann Stamitz als reisender Virtuose nahm, bis er als Mannheimer Musiker verpflichtet wurde, ist sich die Musikforschung uneins. Zudem wird die Rekonstruktion seines Karrierebeginns in Mannheim dadurch erschwert, dass sich überhaupt keine Anstellungsurkunde des Mannheimer Kurfürsten für Johann Stamitz finden lässt. Manche Forscher behaupten, Stamitz habe im Rahmen der Doppelhochzeit von Kurprinz Carl Theodor mit Elisabeth Augusta und Herzog Clemens von Bayern mit Maria Anna im Januar 1742 gespielt und so die Aufmerksamkeit von Carl Theodor auf sich gelenkt. Andere Musikwissenschaftler gehen wiederum davon aus, dass Stamitz bei der Kaiserkrönung Karls VII. anwesend war und Carl Theodor ihn dort verpflichtete. Dies gilt jedoch eher als unwahrscheinlich, da Carl Philipp noch Kurfürst war und Carl Theodor als entfernter Verwandter nicht von seinem kurfürstlichen Erbe wissen konnte. Wieder andere Musikhistoriker sehen in der Vermittlung eines einflussreichen, befreundeten Jesuiten, der um eine vakante Stelle in Mannheim wusste, den Grund für Stamitz’ Anstellung in Mannheim.
Fest steht, dass er spätestens 1741 oder 1742 als Geiger in das Mannheimer Hoforchester aufgenommen wurde. 1742 konzertierte er in Frankfurt am Main, wo er beim Kartenverkauf schon als Virtuose angekündigt wurde. 1743 ernannte Kurfürst Carl Theodor von der Pfalz den Geigenvirtuosen zum Konzertmeister der Mannheimer Hofmusik. Am 27. Februar 1750 erfolgte dann die Beförderung zum Hofinstrumentalmusikdirektor. In den Jahren 1751 bis zum Sommer 1753, dem Engagement des Wiener Komponisten Ignaz Holzbauer, betreute er darüber hinaus die zweite Hofkapellmeisterstelle.
1747 begann Stamitz mit dem Aufbau der Violinklasse im Mannheimer Hoforchester. Er wird daher bis heute als Gründer der berühmten Mannheimer Schule angesehen, die großen Einfluss auf die weitere Entwicklung der Konzertsinfonie und der Orchesterkultur in Europa hatte. Stamitz unternahm mehrere Konzertreisen, vor allem nach Paris, wo er in den Jahren 1754 bis 1755 auch die Leitung des Orchesters von Alexandre Jean Joseph Le Riche de la Pouplinière übernahm. Vor allem in dieser Zeit festigte er seinen Ruf als anerkannter Komponist und Virtuose. Er starb zwei Jahre später im Alter von 39 Jahren in Mannheim.
Stamitz’ Nachfolger im Mannheimer Hoforchester wurde sein Meisterschüler, der Geiger Christian Cannabich, der durch seine strenge Führung dem Orchester zu dem legendären Ruhm der 1770er Jahre verhalf.

## Komponisten der Mannheimer Schule und ihr Stil
Johann war der Vater der ebenfalls bekannten Violinisten und Komponisten Carl Stamitz und Anton Stamitz, von denen der ältere zu einigem Ruhm gelangte. Außer Stamitz gehören Ignaz Holzbauer, Christian Cannabich, Franz Xaver Richter, Anton Fils und Carl Joseph Toeschi zur „Mannheimer Schule“.
Den ersten kompositionshistorisch wichtigen Beitrag zur Konzertsinfonie leistete Johann Stamitz, der nach Ludwig Finscher die Geschichte der Konzertsinfonie so stark geprägt hat wie kein anderer Komponist vor Joseph Haydn. Bis zu den Meisterwerken der Wiener Klassik galt vor allem der Sinfonietypus, der in Mannheim gepflegt wurde, als mustergültig: Der Tonsatz ist einerseits massiv orchestral, andererseits durch die neuartige Einbeziehung von Bläserepisoden aufgelockert und farbiger als zuvor; durch die einfachen harmonischen Verhältnisse und die regelmäßige Periodik sind die Großformen sehr stabil und damit die solide Basis für das Spiel mit ständig neuen Überraschungen, für das jetzt ein ganzes Arsenal mit melodischen Figuren entwickelt wird, das Hugo Riemann vor gut 100 Jahren mit dem Begriff „Mannheimer Manieren“ berühmt machte: die Begriffe, wie die Rakete, die Walze, der Mannheimer Seufzer oder auch das Vögelchen werden bis heute gern zur Beschreibung dieser melodischen Figuren herangezogen. Charakteristisch für die Mannheimer Sinfonien sind aber auch Orchestereffekte, die unter Cannabichs Leitung von dem Orchester in dem perfekt funktionierenden Zusammenspiel geradezu zelebriert wurden und deren Wirkungen die Zuhörer gleichermaßen erschütterte und begeisterte: Gemeint ist vor allem das berühmte, auskomponierte Orchestercrescendo. Dieser neue Sinfoniestil, der strukturell vom Orchester aus gedacht war, wurde als Sensation gefeiert. Mit ihren modernen aussagekräftigen Sinfonien und ihrer einzigartigen Spielkultur setzten die Mannheimer Maßstäbe, die auch noch die Orchestermusik der Romantik nachhaltig beeinflussen sollten. Die Leistungen dieser einzigartigen Orchester- und Kompositionswerkstatt, deren Entwicklung mit Johann Stamitz ihren Anfang nahm, blieben unvergessen. Unter dem Begriff Mannheimer Schule sind sie heute weltweit anerkannt.

## Werke (Auswahl)
- Zahlreiche Konzerte, vor allem Violin- und Flötenkonzerte; 1 Klarinettenkonzert, sehr wahrscheinlich das früheste überhaupt
- Zahlreiche Kammermusikstücke u. a.
- 6 Violinsonaten mit Generalbass (G-dur, C-dur, Es-dur, A-dur, D-dur, B-dur)
- 69 Sinfonien
- Missa Solemnis in D-Dur
- wenige sonstige kirchenmusikalische Werke